# حاجب بن ذبيان
حاجب بن ذبيان بن السبع بن عبد الله المازني العمروي التميمي (30 هـ - 105 هـ / 650م - 724م) شاعر عربي من بني مازن بن مالك بن عمرو بن تميم من فحول شعراء العرب وفصحائهم، وكان أحد فرسان العرب زمن الدولة الأموية، ويُذكر بأنه وفد على عددٍ من خلفاء الدولة الأموية فمما يُذكر أنه دخل على عبد الملك بن مروان، ثم من بعده سليمان بن عبد الملك، ودخل أيضاً على عمر بن عبد العزيز، كما دخل على العديد من أمراء وعمال وولاة بني أمية، وهاجى الشاعر ثابت بن قطنة الأزدي وأفحمه، وقد كان له ديوان أشعارٍ ضخم ولكن ضاع أكثره ولم يبقى منه إلا قليل، وكان عظيم الخلقة لذلك لقب بالفيل تشبيهاً له بالفيل لضخامته.

## نسبه ونشأته
- هو حاجب بن ذبيان بن السبع بن عبد الله من بني خزاعي بن مازن بن مالك بن عمرو بن تميم بن مر المازني العمروي التميمي[4][5] ولد ونشأ في بادية قومه بني مازن من بني عمرو من بني تميم، وكان عظيم الخلقة ضخم البدن ولذلك سمي بالفيل تشبيهاً له بالفيل في ضخامة الجسم[6] ، ولم تذكر المصادر الكثير من التفاصيل عن حياته.

## نماذج من شعره
- قال يصف منعة قومه بني عمرو من بني تميم وإتساع ديارهم وأنهم حماتها من كل طامع:[7]

- وقال يصف معركة قندابيل التي أوقع بها قومه بني تميم بالأزد وقتلوهم:[8]

- وقال في يوم السلي الذي أنتصر فيه قومه بنو تميم على قبائل بكر بن وائل:[9]

- وقال يهجو ثابت بن كعب الأزدي وسماه بثابت قطنة وغلب عليه اللقب الذي هجاه به حاجب:[10]